# Fissidens sedgwickii
Fissidens sedgwickii là một loài Rêu trong họ Fissidentaceae. Loài này được Broth. & Dixon mô tả khoa học đầu tiên năm 1910.